# U-21-Faustball-Europameisterschaft 2005
Die 6. Faustball-Europameisterschaft für U21-Mannschaften fand am 20. und 21. August 2005 in Tecknau (Schweiz) statt. Die Schweiz war zum zweiten Mal Ausrichter der Faustball-Europameisterschaft der U21-Mannschaften.

## Vorrunde
Spielergebnisse
| 20.08.2005 | Deutschland | – | Italien     | 2:0 | (20:16, 20:12)        |
| 20.08.2005 | Schweiz     | – | Österreich  | 1:2 | (16:20, 20:12, 17:20) |
| 20.08.2005 | Österreich  | – | Italien     | 0:2 | (18:20, 17:20)        |
| 20.08.2005 | Schweiz     | – | Deutschland | 0:2 | (16:20, 17:20)        |
| 20.08.2005 | Deutschland | – | Österreich  | 2:1 | (20:16, 15:20, 20:15) |
| 20.08.2005 | Schweiz     | – | Italien     | 2:0 | (20:8, 20:6)          |

## Halbfinale
Der Sieger der Vorrunde war direkt für das Finale qualifiziert, der Zweite und der Dritte spielten im Halbfinale um den Finaleinzug.
| 21.08.2005 | Schweiz | - | Italien | 2:0 | (20:14, 20:17) |

## Finalspiele
| Spiel um Platz 3 | Spiel um Platz 3 | Spiel um Platz 3 | Spiel um Platz 3 | Spiel um Platz 3 | Spiel um Platz 3 | Spiel um Platz 3 |
| ---------------- | ---------------- | ---------------- | ---------------- | ---------------- | ---------------- | ---------------- |
| 21.08.2005       | Italien          | –                | Österreich       | 0:2              | (16:20, 14:20)   |                  |
| Finale           |                  |                  |                  |                  |                  |                  |
| 21.08.2005       | Deutschland      | –                | Schweiz          | 2:0              | (20:17, 20:8)    |                  |

## Platzierungen
| Rang | Land        |
| ---- | ----------- |
| 1.   | Deutschland |
| 2.   | Schweiz     |
| 3.   | Österreich  |
| 4.   | Italien     |